# Plasa Zălau
Plasa Zălau a fost o unitate administrativă din cadrul județului Sălaj (interbelic), cu reședința în orașul Zalău.

## Istoric
În anul 1930 plasa cuprindea 48 de sate.

## Demografie
La recensământul din 1930 au fost înregistrați 41.528 locuitori, dintre care 64,7% români, 31,4% maghiari, 1,7% evrei, 1,6% țigani, 0,4% cehi și slovaci etc. Sub aspect confesional populația era alcătuită din 53,4% greco-catolici, 30.0% reformați, 12,0% ortodocși, 1,7% mozaici, 1,5% baptiști, 1,1% romano-catolici ș.a.

## Materiale documentare

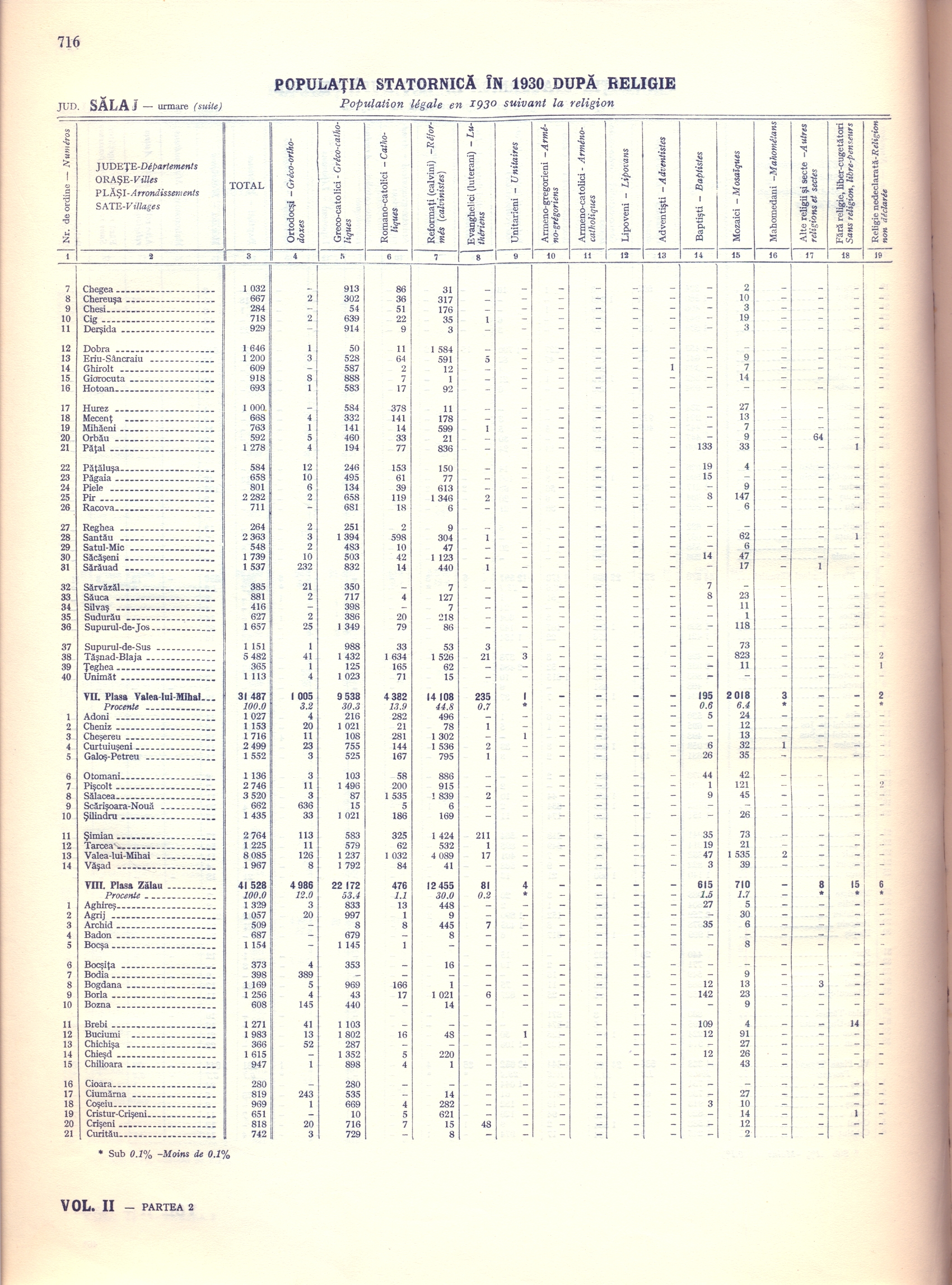
Datele recensământului din 1930 aferente plășii Zălau
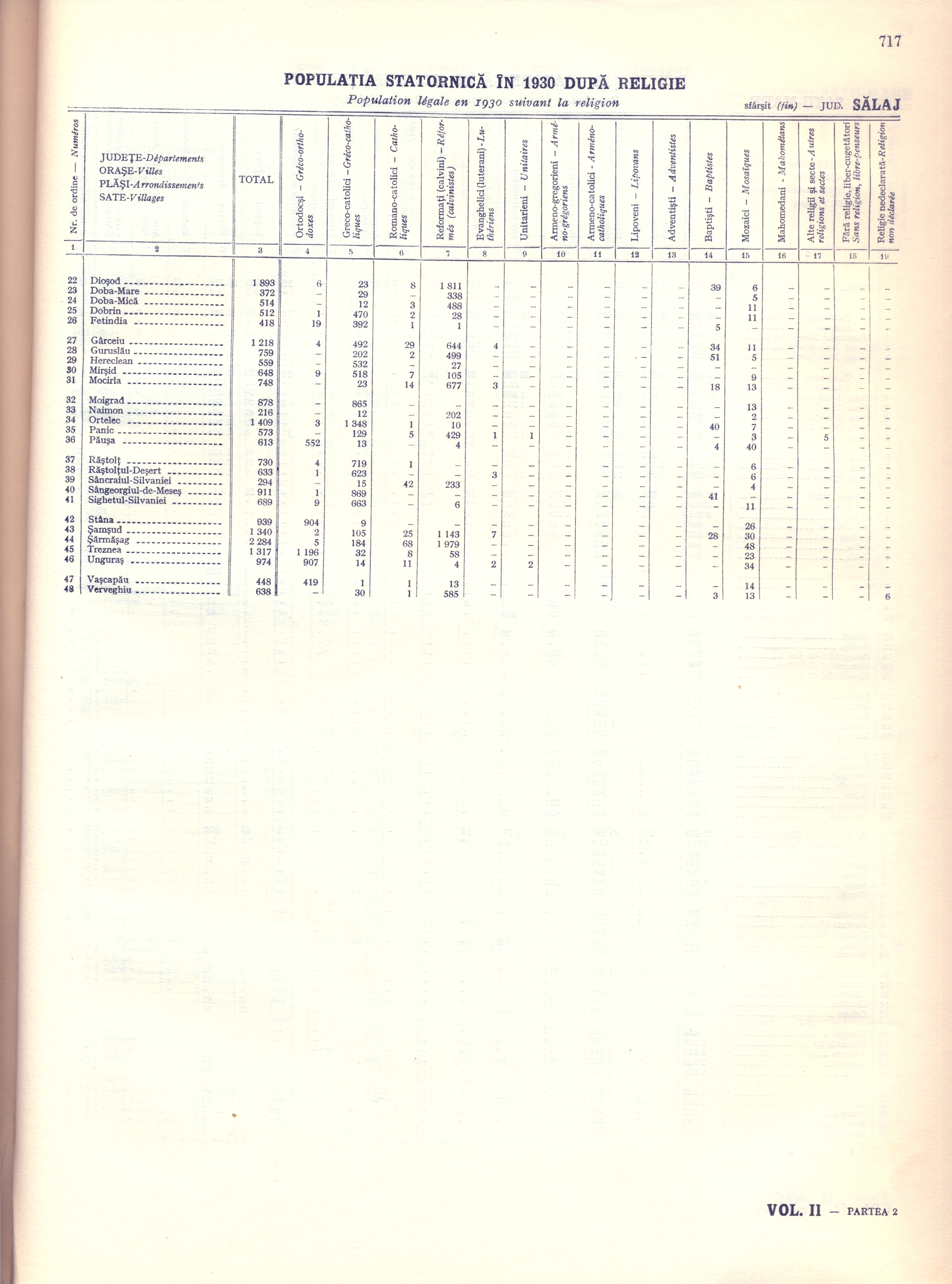
Datele recensământului din 1930 aferente plășii Zălau (continuare)